# Воронья акула
Воронья акула, или серый этмоптерус (лат. Etmopterus pusillus)— вид рода чёрных колючих акул семейства лат. Etmopteridae отряда катранообразных. Широко распространён в Атлантическом и Тихом океанах на глубинах до 1000 м. Максимальный зарегистрированный размер 20 см. Тело стройное, вытянутое, тёмно-коричневого цвета с неявными чёрными полосами, расположенными над брюшными плавниками. У основания обоих спинных плавников имеются шипы. Анальный плавник отсутствует. Эти акулы размножаются яйцеживорождением, рацион состоит из костистых рыб и головоногих. Коммерческой ценности не имеют.

## Таксономия
Впервые вид был описан в 1839 году английским учёным Ричард Томас Лоу. Позднее он был отнесён к роду чёрных колючих акул. Синтип — самец и самка длиной 20,8 см и 31,5 см, пойманные у берегов Мадейры. Видовой эпитет происходит от слова pusillus — «мелкий», «крошечный». Вместе с Etmopterus bigelowi вороньи акулы образуют видовую группу; эти два вида отличаются от прочих чёрных колючих акул тем, что их тело нерегулярно покрыто плакоидными чешуйками усечённой формы.

## Ареал
Вороньи акулы распространены в западной части Атлантического океана от Мексиканского залива до Аргентины, а в восточной Атлантике от Португалии до ЮАР, включая Кабо-Верде и Азорские острова, и в районе Срединно-Атлантического хребта. В Индийском океане они обитают в водах Квазулу-Наталь и Мадагаскара. В Тихом океане она попадаются в Восточно-Китайском море, у южного побережья Японии, в районе Императорских подводных гор, подводного хребта Наска, в водах Австралии и Новой Зеландии. Эти акулы встречаются на континентальных и островных шельфах и склонах у дна, на глубине от 274 до 1000 м (возможно, до 1998). Согласно промысловым данным у берегов Португалии вороньи акулы предпочитают скалистое дно и совершают суточные вертикальные миграции. В Южной Атлантике эти акулы встречаются в открытом океане от поверхности до глубины 708 м. Их наблюдали в области гидротермальных источников.

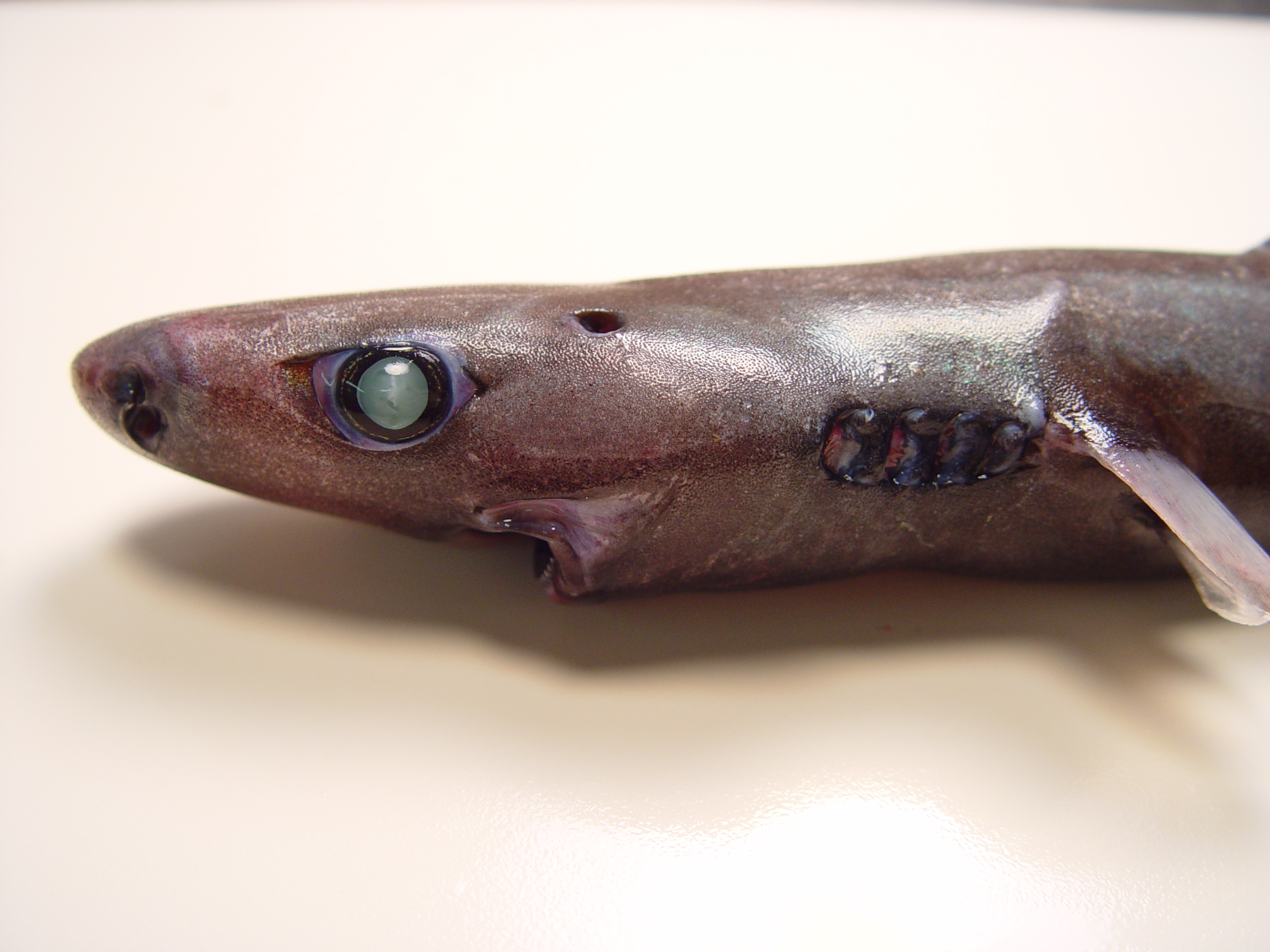
У вороньих акул крупная голова с выступающим рылом.

## Описание
Максимальный зарегистрированный размер составляет 50 см. Тело стройное, вытянутое, с довольно коротким хвостом. Голова крупная, с заострённым рылом. Расстояние от начала основания грудных плавников до вертикали, проведённой через основание нижней лопасти хвостового плавника, чуть больше или меньше расстояния от кончика рыла до первой жаберной щели, в 1,5—2 раза превышает дистанцию между основанием грудного и брюшного плавников и в 1,5 раза больше расстояния между спинными плавниками. У взрослых акул расстояние между основаниями грудного и брюшного плавников сравнительно длинное, равно приблизительно 1,3 длины головы. Расстояние от кончика рыла до шипа у основания первого спинного плавника примерно равно расстоянию между эти шипом и задним концом второго спинного плавника. Основание первого спинного плавника расположено ближе к грудным плавникам. Расстояние от кончика рыла до брызгалец немного больше дистанции между брызгальцами и основанием грудных плавников. Жаберные щели довольно длинные, гораздо шире брызгалец и составляют 1/2 или менее от длины глаза. Верхние зубы с тремя зубцами. Расстояние между спинными плавниками относительно велико, почти равно дистанции между кончиком рыла и основаниями грудных плавников.
Крупные овальные глаза вытянуты по горизонтали. Позади глаз имеются крошечные брызгальца. Ноздри размещены на кончике рыла. У основания обоих спинных плавников расположены шипы. Второй спинной плавник и шип крупнее первых. Грудные плавники маленькие и закруглённые. Хвостовой стебель длинный, верхняя лопасть хвостового плавника удлинена. Кожа неплотно покрыта многочисленными хаотично разбросанными плакоидными чешуйками усечённой формы, придающим ей гладкий вид. Окрас ровного коричнево-чёрного цвета. Над основаниями брюшным плавников имеются слабые тёмные отметины. О схожей акулы Etmopterus bigelowi воронья акула отличается некоторыми анатомическими характеристиками, из которых самое существенное —число витков спирального кишечного клапана (10—13 у вороньей акулы и 16—19 у Etmopterus bigelowi).

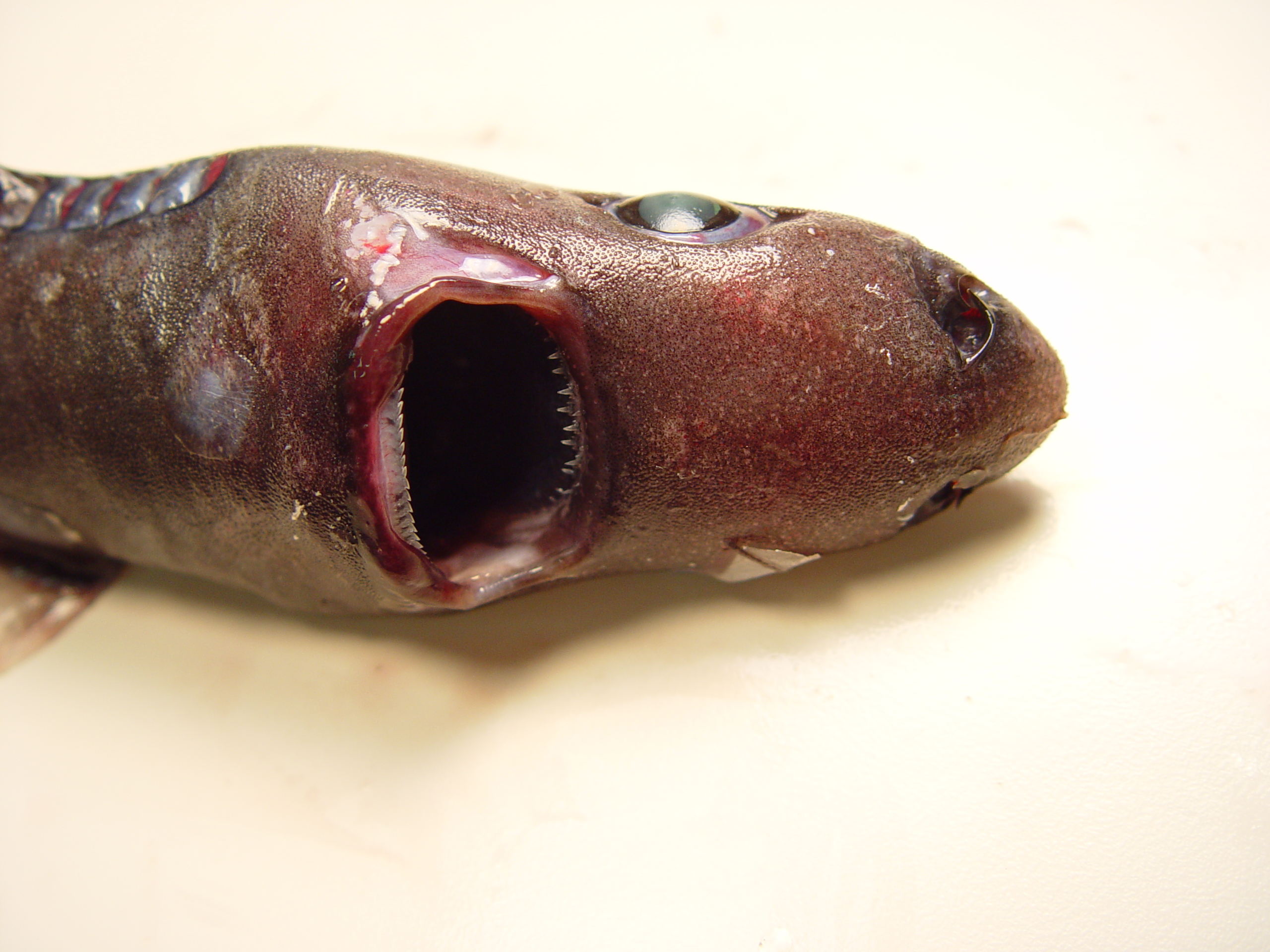
Голова вороньей акулы.

## Биология
Вороньи акулы размножаются яйцеживорождением, эмбрионы питаются за счёт желточного мешка. В среднем в помёте около 10 новорожденных. Самцы и самки достигают половой зрелости при длине 31—39 и 38—47 соответственно. Минимальный размер половозрелых акул зависит от региона обитания; в западной Атлантике вороньи акулы созревают при бо́льшей длине, чем акулы, обитающие в водах Квазулу-Наталь. У южного побережья Португалии максимальный возраст самцов составляет 13 лет, а самок 17 лет.
Рацион состоит из костистых рыб, например, миктофов, мелких катранов, кальмаров и акульих яиц.

## Взаимодействие с человеком
Вид не имеет коммерческой ценности. В восточной Атлантике и в водах Японии в качестве прилова в большом количестве попадает в коммерческие ярусы и в меньшем в донные тралы, причём ловятся в основном неполовозрелые особи. Вороньи акулы, наряду с ночными акулами и испанскими акулами-пилохвостами являются наиболее часто добываемыми в качестве прилова акулами на юге Португалии. Обычно пойманных акул выбрасывают за борт, однако, иногда их употребляют в пищу в солёном или вяленом виде, а также используют для производства рыбной муки. Вороньи акулы медленно размножаются и растут, что делает их чувствительными к антропогенному воздействию. Однако промысловые данные не вызывают опасений, кроме того, у этих акул обширный ареал. Международный союз охраны природы присвоил этому виду статус сохранности «Вызывающий наименьшие опасения».